# Habitatge al carrer del Pont, 38 (Manlleu)
L'Habitatge al carrer del Pont, 38 és un edifici de Manlleu (Osona) inclòs a l'Inventari del Patrimoni Arquitectònic de Catalunya.

## Descripció
Es tracta d'un edifici de planta i tres pisos. La façana en planta baixa ha estat modificada per ubicar-hi una botiga. En cada una de les plantes pis hi ha dos balcons amb baranes de ferro forjat molt treballades. Els brancals i les llindes són de pedra, aquestes estan decorades. Tant les obertures com la volada de les lloses dels balcons són decreixents en alçada. El ràfec de la coberta se sustenta amb bigues de fusta.